# NBC Red
NBC Red Network war ein kommerzielles Radio-Network der National Broadcasting Company (nach 1942: NBC Radio Network) in den USA. Es wurde 1926 nebst dem NBC Blue Network gegründet. Sie waren die ersten beiden landesweiten Mediennetzwerke der Vereinigten Staaten. Hauptkonkurrenten waren in den Anfangsjahren das 1927 gegründete Columbia Broadcasting System (CBS) und das 1934 gegründete Mutual Broadcasting System (Mutual).
1943 wurde NBC aus kartellrechtlichen Gründen aufgefordert eines seiner Netzwerke abzugeben. Daraufhin verkaufte der Konzern sein NBC Blue Network, woraus die American Broadcasting Company (ABC) entstand. Nach der Aufteilung arbeitete NBC Red als NBC Radio Network weiter. 1987 verkaufte NBC das Netzwerk an Westwood One, welches den Namen NBC und einige Programminhalte bis 2014 beibehielt. Seit 2016 werden die NBC Radio News von iHeartMedia verbreitet.

## Geschichte
Bereits 1934 beschwerte sich der Konkurrent Mutual Broadcasting bei der Aufsichtsbehörde FCC, dass die beiden Networks NBC und CBS in weiten Teilen den nationalen Radiomarkt kontrollieren würden. Fünf Jahre später stellte die Aufsichtsbehörde fest, dass NBC beim Angebot, den Affiliates und in der Radiowerbung weite Teile der amerikanischen Radiolandschaft dominieren. Sie ordnete deshalb an, die Radio Corporation of America (RCA) solle sich selbst, NBC Red oder NBC Blue desinvestieren.
Nachdem eine Auseinandersetzung vor dem US Supreme Court verloren wurde, verkaufte RCA das „Blue Network“ für 8 Millionen USD an das American Broadcasting System, welches von dem Life-Savers-Magnaten Edward J. Noble neu gegründet worden war.

## Stationen
An NBC Red waren 18 Stationen in den ganze USA angeschlossen.
- WEAF New York (Owned-and-operated station)
- WCAP Washington (Owned-and-operated station)
- WJAR Providence
- WFI-WLIT Philadelphia
- WTIC Hartford

- WTAG Worcester
- WEEI Boston
- WCAE Pittsburgh
- WGR Buffalo
- WOC Davenport

- WTAM Cleveland
- WWJ Detroit
- WSAI Cincinnati
- KSD St. Louis
- WCCO Minneapolis

- WGN-WLIB Chicago
- WCSH Portland, ME
- WDAF Kansas City